# Cleonymia semialbicans
Cleonymia semialbicans är en fjärilsart som beskrevs av Rothschild. Cleonymia semialbicans ingår i släktet Cleonymia och familjen nattflyn. Inga underarter finns listade i Catalogue of Life.